# Volt Europa
Volt Europa (często w skrócie Volt) – proeuropejski ruch polityczny, służący jako ogólnoeuropejska struktura partii unijnych na wybory do Parlamentu Europejskiego w maju 2019 roku. Została założona w 2017 roku przez Andreę Venzona, wspieranego przez Colombe Cahen-Salvador i Damiana Boeselagera. Organizacja stosuje „paneuropejskie podejście” w wielu dziedzinach polityki, takich jak zmiany klimatu, migracje, nierówności gospodarcze, konflikty międzynarodowe, terroryzm i wpływ rewolucji technologicznej na rynek pracy. Początkowo określało siebie jako "ani lewicowe ani prawicowe", obecnie Volt uważany jest za centrolewicowy bądź lewicowy.

## Historia
Volt Europa zostało założone 29 marca 2017, a więc w dniu uruchomienia przez rząd brytyjski procedury z artykułu 50 dotyczącego opuszczenia Unii Europejskiej, w reakcji na wzrost popularności populizmu na świecie.
Volt różni się tym od innych ruchów proeuropejskich, takich jak Pulse of Europe czy Unia Europejskich Federalistów, że ich celem jest bezpośrednie zaangażowanie w politykę poprzez uczestnictwo w wyborach europejskich, lokalnych i krajowych za pośrednictwem organizacji zależnych w państwach członkowskich Wspólnoty. W poszczególnych państwach realizuje tę misję poprzez tworzenie partii o charakterze krajowym, będących tak naprawdę oddziałami tego ruchu na szczeblu narodowym.
Pierwszym i głównym celem ruchu były wybory do Parlamentu Europejskiego w maju 2019 r. W ich wyniku Damian Boeselager zdobył pierwszy w historii ruchu mandat europosła, natomiast drugim deputowanym Volt w IX kadencji Parlamentu Europejskiego została Sophie in ’t Veld, która w czerwcu 2023 roku po opuszczenie szeregów niderlandzkiej partii Demokraci 66 dołączyła do Volt Niderlandy.
W Parlamencie Europejskim ugrupowanie należy obecnie do sojuszu Zieloni – Wolny Sojusz Europejski, jednak za cel w wyborach europejskich obrało sobie zdobycie 23 mandatów i w konsekwencji założenie własnej grupy.

## Program
W 2018 roku Volt zidentyfikował „podstawowe wyzwania 5+1”:
1. Inteligentne państwo – cyfryzacja usług publicznych, unowocześnienie systemu edukacji, poprawa jakości systemu opieki zdrowotnej.
2. Renesans gospodarczy – mieszanka cyrkularnych i zielonych modeli ekonomicznych, ułatwienie zakładania małych biznesów, przyjęcie unijnego podatku dla korporacji.
3. Równość społeczna – zagwarantowanie równości niezależnie od płci, orientacji seksualnej, narodowości itd., bezpłatna edukacja na każdym etapie nauki, przeciwdziałanie ubóstwu. 
4. Równowaga globalna – zrównoważone i odpowiedzialne polityki w rolnictwie i handlu, środki przeciwdziałania zmianom klimatu i kryzysom uchodźczym oraz wsparcie migracji zarobkowej i współpracy na rzecz rozwoju.
5. Wzmocnienie pozycji obywateli – większa subsydiarność, odpowiedzialność społeczna i demokracja uczestnicząca.
+1 Reforma europejska – federacja państw UE z większą odpowiedzialnością za swoje regiony i miasta.

## Wybory do Parlamentu Europejskiego
| Wybory do Parlamentu Europejskiego | Wybory do Parlamentu Europejskiego | Wybory do Parlamentu Europejskiego | Wybory do Parlamentu Europejskiego | Wybory do Parlamentu Europejskiego | Wybory do Parlamentu Europejskiego | Wybory do Parlamentu Europejskiego | Wybory do Parlamentu Europejskiego | Wybory do Parlamentu Europejskiego |
| Państwo                            | 2019                               | 2019                               | 2019                               | 2019                               | 2024                               | 2024                               | 2024                               | 2024                               |
| Państwo                            | Wyniki                             | Wyniki                             | Mandaty w PE                       | +/-                                | Wyniki                             | Wyniki                             | Mandaty w PE                       | +/-                                |
| Państwo                            | Głosy                              | %                                  | Mandaty w PE                       | +/-                                | Głosy                              | %                                  | Mandaty w PE                       | +/-                                |
| ---------------------------------- | ---------------------------------- | ---------------------------------- | ---------------------------------- | ---------------------------------- | ---------------------------------- | ---------------------------------- | ---------------------------------- | ---------------------------------- |
| Niemcy                             | 249 098                            | 0,67                               | 1/96                               | Nowa                               | 1 023 161                          | 2,57                               | 3/96                               | 2                                  |
| Holandia                           | 106 004                            | 1,93                               | 0/26                               | Nowa                               | 319 238                            | 5,13                               | 2/31                               | 2                                  |
| Hiszpania                          | 32 432                             | 0,15                               | 0/54                               | Nowa                               | 22 020                             | 0,12                               | 0/61                               | 0                                  |
| Luksemburg                         | 26 483                             | 2,11                               | 0/6                                | Nowa                               | 14 348                             | 1,04                               | 0/6                                | 0                                  |
| Belgia ( Flamandia)                | 20 385                             | 0,48                               | 0/12                               | Nowa                               | 38 713                             | 0,54                               | 0/12                               | 0                                  |
| Bułgaria                           | 3 500                              | 0,17                               | 0/17                               | Nowa                               | 1 504                              | 0,07                               | 0/17                               | 0                                  |
| Szwecja                            | 146                                | 0,0035                             | 0/20                               | Nowa                               | 388                                | 0,01                               | 0/21                               | 0                                  |
| Cypr                               | Brak udziału                       | Brak udziału                       | Brak udziału                       | Brak udziału                       | 10 777                             | 2,92                               | 0/6                                | Nowa                               |
| Czechy                             | Brak udziału                       | Brak udziału                       | Brak udziału                       | Brak udziału                       | 1 019                              | 0,037                              | 0/21                               | Nowa                               |
| Francja                            | Brak udziału                       | Brak udziału                       | Brak udziału                       | Brak udziału                       | 63 482                             | 0,26                               | 0/81                               | Nowa                               |
| Grecja                             | Brak udziału                       | Brak udziału                       | Brak udziału                       | Brak udziału                       | 4 156                              | 0,10                               | 0/21                               | Nowa                               |
| Włochy                             | Brak udziału                       | Brak udziału                       | Brak udziału                       | Brak udziału                       | 21 249                             | 0,09                               | 0/76                               | Nowa                               |
| Malta                              | Brak udziału                       | Brak udziału                       | Brak udziału                       | Brak udziału                       | 298                                | 0,11                               | 0/6                                | Nowa                               |
| Portugalia                         | Brak udziału                       | Brak udziału                       | Brak udziału                       | Brak udziału                       | 9 571                              | 0,24                               | 0/21                               | Nowa                               |
| Słowacja                           | Brak udziału                       | Brak udziału                       | Brak udziału                       | Brak udziału                       | 1 923                              | 0,13                               | 0/15                               | Nowa                               |

## Wybory do parlamentów narodowych
Bułgaria
| Wybory        | Partia                                                                           | Lider            | Wyniki  | Wyniki     | Mandaty | +/–  | Rząd                 |
| Wybory        | Partia                                                                           | Lider            | Głosy   | %          | Mandaty | +/–  | Rząd                 |
| ------------- | -------------------------------------------------------------------------------- | ---------------- | ------- | ---------- | ------- | ---- | -------------------- |
| Kwiecień 2021 | Volt Bulgaria (jako część koalicji Изправи се.БГ! Ние идваме!)                   | Nastimir Ananiev | 150 940 | 4,65 (#6)  | 0/240   | Nowa | Przyśpieszone wybory |
| Lipiec 2021   | Volt Bulgaria (jako część koalicji Изправи се.БГ! Ние идваме!)                   | Nastimir Ananiev | 136 885 | 4,95 (#6)  | 0/240   | 0    | Przyśpieszone wybory |
| Listopad 2021 | Volt Bulgaria (jako część koalicji Kontynuujemy Zmiany)                          | Nastimir Ananiev | 666 837 | 25,65 (#1) | 2/240   | 2    | Koalicja rządząca    |
| 2022          | Volt Bulgaria (jako część koalicji Kontynuujemy Zmiany)                          | Nastimir Ananiev | 506 099 | 19,52 (#2) | 2/240   | 0    | Przyśpieszone wybory |
| 2023          | Volt Bulgaria (jako część koalicji Kontynuujemy Zmiany - Demokratyczna Bułgaria) | Nastimir Ananiev | 621 069 | 23,54 (#2) | 1/240   | 1    | Koalicja rządząca    |

Grecja
| Wybory        | Partia                                        | Liderzy                                 | Wyniki | Wyniki     | Mandaty | +/-  | Rząd      |
| Wybory        | Partia                                        | Liderzy                                 | Głosy  | %          | Mandaty | +/-  | Rząd      |
| ------------- | --------------------------------------------- | --------------------------------------- | ------ | ---------- | ------- | ---- | --------- |
| Czerwiec 2023 | Volt Greece (jako część koalicji Prasino+Mov) | Nikolas Fournarakis Theodora Famprikezi | 15 911 | 0,31 (#15) | 0/300   | Nowa | Poza izbą |

Holandia
| Wybory | Partia          | Lider          | Wyniki  | Wyniki     | Mandaty | +/–  | Rząd     |
| Wybory | Partia          | Lider          | Głosy   | %          | Mandaty | +/–  | Rząd     |
| ------ | --------------- | -------------- | ------- | ---------- | ------- | ---- | -------- |
| 2021   | Volt Niderlandy | Laurens Dassen | 252 480 | 2,42 (#11) | 3/150   | Nowa | Opozycja |
| 2023   | Volt Niderlandy | Laurens Dassen | 178 802 | 1,71 (#14) | 2/150   | 1    | Opozycja |

Luksemburg
| Wybory | Partia          | Liderzy                   | Wyniki | Wyniki     | Mandaty | +/-  | Rząd      |
| Wybory | Partia          | Liderzy                   | Głosy  | %          | Mandaty | +/-  | Rząd      |
| ------ | --------------- | ------------------------- | ------ | ---------- | ------- | ---- | --------- |
| 2023   | Volt Luxembourg | Aurélie Dap Michel Conter | 7 003  | 0,19 (#12) | 0/60    | Nowa | Poza izbą |

Malta
| Wybory | Partia     | Liderzy                   | Wyniki | Wyniki    | Mandaty | +/-  | Rząd      |
| Wybory | Partia     | Liderzy                   | Głosy  | %         | Mandaty | +/-  | Rząd      |
| ------ | ---------- | ------------------------- | ------ | --------- | ------- | ---- | --------- |
| 2022   | Volt Malta | Alexia DeBono Arnas Lasys | 382    | 0,13 (#6) | 0/67    | Nowa | Poza izbą |

Niemcy
| Wybory | Partia       | Liderzy                            | Wyniki         | Wyniki         | Wyniki  | Wyniki     | Mandaty | +/-  | Rząd      |
| Wybory | Partia       | Liderzy                            | Lista partyjna | Lista partyjna | JOWy    | JOWy       | Mandaty | +/-  | Rząd      |
| Wybory | Partia       | Liderzy                            | Głosy          | %              | Głosy   | %          | Mandaty | +/-  | Rząd      |
| ------ | ------------ | ---------------------------------- | -------------- | -------------- | ------- | ---------- | ------- | ---- | --------- |
| 2021   | Volt Germany | Rebekka Müller Hans-Günter Brünker | 165 474        | 0,36 (#14)     | 78 339  | 0,17 (#13) | 0/736   | Nowa | Poza izbą |
| 2025   | Volt Germany | Anna Laura Tiessen Eric Bischof    | 355 146        | 0,72 (#11)     | 391 577 | 0,79 (#9)  | 0/736   | 0    | Poza izbą |

Portugalia
| Wybory | Partia        | Lider             | Rezultat | Rezultat   | Mandaty | +/-  | Rząd      |
| Wybory | Partia        | Lider             | Głosy    | %          | Mandaty | +/-  | Rząd      |
| ------ | ------------- | ----------------- | -------- | ---------- | ------- | ---- | --------- |
| 2022   | Volt Portugal | Tiago Matos Gomes | 6 240    | 0,11 (#17) | 0/230   | Nowa | Poza izbą |